# Shiqiu (köpinghuvudort i Kina, Jiangsu Sheng, lat 31,65, long 118,91)
Shiqiu (kinesiska: 石湫) är en köpinghuvudort i Kina. Den ligger i provinsen Jiangsu, i den östra delen av landet, omkring 48 kilometer söder om provinshuvudstaden Nanjing. Antalet invånare är 42 509. Befolkningen består av 20 558 kvinnor och 21 951 män. Barn under 15 år utgör 13,0 %, vuxna 15-64 år 73 %, och äldre över 65 år 13,0 %.
Runt Shiqiu är det tätbefolkat, med 383 invånare per kvadratkilometer. Närmaste större samhälle är Bowang, 11,7 km sydväst om Shiqiu. Trakten runt Shiqiu består till största delen av jordbruksmark.
Genomsnittlig årsnederbörd är 1 385 millimeter. Den regnigaste månaden är juli, med i genomsnitt 242 mm nederbörd, och den torraste är december, med 38 mm nederbörd.